# Feiertage in Serbien
In diesem Artikel werden Feiertage in Serbien aufgelistet, die nicht zwangsläufig auf einen Sonntag fallen.

## Übersicht der Feiertage
| Datum                | Bezeichnung                 | Serbischer Name             | Anmerkung                                                           |
| -------------------- | --------------------------- | --------------------------- | ------------------------------------------------------------------- |
| 1./2. Januar         | Kalendarisches Neujahr      | Nova Godina                 | Neujahr nach dem Gregorianischen Kalender                           |
| 7. Januar            | Weihnachten                 | Božić                       | Orthodoxes Weihnachten; 25. Dezember nach dem Julianischen Kalender |
| 13./14. Januar       | Serbisches Neujahr          | Srpska Nova Godina          | Neujahr nach dem Julianischen Kalender                              |
| 27. Januar           | Tag des heiligen Sava       | Dan Svetog Save             |                                                                     |
| 15./16. Februar      | Nationalfeiertag            | Dan državnosti Srbije       |                                                                     |
| 15. Februar          | Tag der Serbischen Armee    | Dan Vojske Srbije           |                                                                     |
| Beweglicher Feiertag | Großer Freitag (Karfreitag) | Veliki Petak                | Orthodox                                                            |
| Beweglicher Feiertag | Großer Samstag (Karsamstag) | Velika Subota               | Orthodox                                                            |
| Beweglicher Feiertag | Ostern                      | Uskrs (kirchlich: Vaskrs)   | Orthodox                                                            |
| 1. Mai               | Tag der Arbeit              | Praznik rada                |                                                                     |
| 9. Mai               | Tag des Sieges              | Dan pobede                  | Ende des Zweiten Weltkrieges 1945                                   |
| 28. Juni             | Vidovdan                    | Dan Srba palih za Otadžbinu | Tag der für das Vaterland gefallenen Serben                         |
| 11. November         | Tag des Waffenstillstands   | Dan primirja                |                                                                     |

## Feiertage in der Republik Serbien
In diesem Absatz werden die heute gefeierten Tage in Serbien detaillierter beschrieben.

### Nationalfeiertag
Am 15. Februar feiern die Serben den Beginn des ersten serbischen Aufstandes gegen das Osmanische Reich im Jahre 1804 und das Inkrafttreten der ersten Verfassung 1835, aus der der erste Serbische Staat hervorging: das Fürstentum Serbien.

### Tag der Arbeit
Der Tag der Arbeit ist gesetzlicher Feiertag in Serbien. Alle haben einen arbeitsfreien Tag außer jenen, die im öffentlichen Dienst tätig sind.

### Vidovdan
Der Vidovdan (deutsch Sankt-Veits-Tag) war einer Theorie zufolge der Feiertag des altslawischen Gottes Svantovit (auch interpretiert als Sveti Vid, zu dt. „der heilige Seher“). Er war der oberste Kriegsgott der heidnischen Slawen. Der genannten Theorie zufolge konstruierte die christliche Kirche den heidnischen Feiertag zu ihrem Sankt-Veits-Tag um.
Besondere Bedeutung hat der Vidovdan jedoch als Gedenk- und Feiertag für die Serben. Am Sankt-Veits-Tag, dem 15. Juni 1389 (nach Gregorianischem Kalender am 28. Juni), fand die Schlacht auf dem Amselfeld zwischen Serben und Osmanen statt, bei der beide Heerführer, Knez Lazar Hrebeljanović und Sultan Murad I., umkamen. Als Symbol der Aufopferung für die christlichen Werte ging diese Schlacht in die serbische Geschichte und Mythologie ein. 
Am 28. Juni 1914 erschoss der bosnische Serbe Gavrilo Princip den österreichisch-ungarischen Thronfolger Franz Ferdinand in Sarajevo, was im weiteren Gang der Ereignisse den Ersten Weltkrieg auslöste. Nach dem Ende dieses Krieges wurde im Königreich Jugoslawien die Verabschiedung der deshalb so genannten „Vidovdan-Verfassung“ feierlich auf den 28. Juni 1921 gelegt.

### Weihnachten
Der 7. Januar nach gregorianischem Kalender ist gesetzlicher Feiertag. Gefeiert wird auch der Heilige Abend am 6. Januar.

## Weitere Gedenktage
- Nationaler Gedenktag des Genozids an den Serben

## Ehemalige Feiertage in der SFRJ
In diesem Absatz werden die Feiertage der SFRJ Jugoslawien aufgelistet.

### Bundesfeiertage
Die bundesweiten Feiertage waren:
- 1. Januar – Neujahr
- 1. Mai – Tag der Arbeit
- 25. Mai – Tag der Jugend
- 4. Juli – Tag der Kämpfer
- 29. November – Nationalfeiertag

### Republikanische Feiertage
Die Republikanischen Feiertage feierte man in bestimmten Republiken der SFRJ:
- 7. Juli – Tag des Aufstands in der SR Serbien
- 13. Juli – Tag des Aufstands in der SR Montenegro
- 22. Juli – Tag des Aufstands in der SR Slowenien
- 27. Juli – Tag des Aufstands in der SR Kroatien & SR Bosnien & Herzegowina
- 2. August – Mazedonischer Nationalfeiertag
- 11. Oktober – Tag des Aufstands in der SR Makedonija
- 1. November – Tag der Toten (Slowenien)
- 25. November – Gründung des nationalen Antifaschistischen Rates der Volksliberation von Bosnien und Herzegowina